# D.R.I.
Dirty Rotten Imbeciles（通称:D.R.I.）は、アメリカのクロスオーバー・スラッシュバンド。1982年に結成され、スイサイダル・テンデンシーズ、C.O.C.、S.O.D.らと共にクロスオーバー・スラッシュなるジャンルの先駆者として活躍し、現代のパンク、メタルシーンにも影響を与えている。また、クロスオーバーというジャンル名そのものも彼らの3rdアルバムである「Crossover」に由来する。

## 来歴

### 初期(1982-1986)
1982年5月2日、テキサス州ヒューストンにて結成される。メンバーはSpike Cassidyがギター、Kurt Brechtがボーカル、Eric Brechtがドラム、Dennis Johnsonがベースというラインナップだった。
最初は主にKurtとEricの家で練習を行い（その際彼らの父親があまりの騒音に対して「Dirty Rotten Imbeciles!（汚く腐れきった馬鹿ども）」と怒鳴ったことがバンド名の由来）、結成2ヶ月後に初ライブを行った。同年11月には1stアルバム「The Dirty Rotten EP」をリリースする。
1983年にはサンフランシスコに拠点を移し、車で寝泊まりして生活する。しかし、ベーシストのDennis Johnsonがテキサスに帰るため脱退。バンドは後任としてSebastion Amokを迎えるも、デッド・ケネディーズとのツアー後にまたもベーシストを交代しJosh Pappeがメンバーとして加入する。
1984年にはEP盤の「Violent Pacification」をリリース。夏のツアー後にはドラマーのEricが結婚したために脱退してしまうが、Felix Griffinを後任に迎え入れ活動を続けていく。一方で同じ年には彼らの曲'Snap'が、クラスやD.O.A.、デッド・ケネディーズ、M.O.D.といった当時のハードコア・パンクやパンクの有名バンドが参加したコンピレーションアルバムに入ることになるという飛躍の年だった。
翌1985年にバンドは2ndアルバム「Dealing With It」をリリースし、ツアーに出る。アルバム制作中にJosh Pappeが一時脱退しMikey Offenderに代わるが、曲を覚える時間がなかったためベースはギタリストのスパイクが弾いている。その後すぐにまたJosh Pappeに戻っている。このアルバムから後の彼らのスタイルとなるハードコア・パンクの中にスラッシュメタルの要素を含んだクロスオーバー・スラッシュの傾向が見られるようになった。

### Crossover thrash時代(1987-1996)
1987年彼らは3rdアルバムで代表作となる「Crossover」をリリース。このアルバムは前アルバムよりさらに強力なメタルサウンドを前面に押し出した曲が多くなり、曲構成もより複雑なものとなった。このアルバムによりハードコア・パンクとスラッシュメタルの融合という新たな音楽スタイルの確立に成功した彼らがCrossoverムーブメントの立役者となった。また、ライブに来る客層が拡大し、スキンヘッドのパンクスのみならず、新たにメタル・ファンまでも獲得することになった。その後ツアーに出て同年にはライブ映像も制作している。
ツアー後スタジオに戻ったD.R.I.は1988年2月、4thアルバム「Four Of A Kind」をリリースする。このアルバムも前作の流れを汲んだ形となっている。
ヨーロッパのツアーを続けていた彼らだったが、一旦アメリカに戻った際にボストンのハードコアパンクバンドギャング・グリーンから誘いを受けていたJosh Pappeが脱退し、John Menorに交代することとなった。
1989年バンドは5枚目のアルバムとなる「Thrash Zone」をリリース。まさにその名の通りのスラッシュメタルの要素が多く含まれるアルバムとなっている。なおその後、ドラマーのFelix Griffinが脱退したため現メンバーのRob Rampyに代わっている。
前アルバムからバンドとしては最長の期間の3年を置いて1992年には6thアルバム「Definition」をリリースすると、テスタメントのオープニングアクトを務めたツアーのあとには、単独ツアーも敢行。来日公演も実現させている。そのツアー中にはHollywood Palladiumでもライブを行い、1994年にはその模様を記録した初のライブアルバム「Live」もリリースされている。
ツアー後にまたしてもベーシストのJohn Menorが脱退してしまうが、バンドはChumly Porterを加入し1995年には7thアルバム「Full Speed Ahead」をリリース。2008年現時点ではこれが最後のオリジナルアルバムとなっている。

### その後の活動（1997-現在）
その後D.R.I.はアルバム制作には取り掛からず1997年から1998年にかけてヨーロッパから南米までと大規模なワールドツアーを行い、翌年もツアーを続けていたがツアー後にはベーシストのChumly Porterが脱退し、現メンバーのHarald Oimoenに代わっている。
新作の発表は行わず、ツアーを中心に活動していた彼らだったが、2006年3月にSpikeの体に結腸癌が見つかり活動休止を余儀なくされる。2年に亘る治療とリハビリの結果、2008年に公式ウェブサイト上でSpikeの癌は完治したと公表され、翌年から再び精力的なツアー活動を再開。
2011年はアメリカ、イギリス、ヨーロッパを周り、2012年現在もアメリカ、南米、東南アジアをツアーしている。

## メンバー

### 現在のメンバー
- Spike Cassidy – guitars（1982–現在）
- Kurt Brecht – vocals（1982–現在）
- Harald Oimoen – bass guitar（1999–現在）
- Walter "Monsta" Ryan – drums (2015–present)

### 元メンバー
- Dennis Johnson – bass guitar (1982–1983)
- Sebastion Amok – bass guitar (1983)
- Josh Pappe – bass guitar (1984–1985, 1985–1989)
- Mikey Offender – bass guitar (1985)
- John Menor – bass guitar (1989–1994)
- Chumly Porter – bass guitar (1994–1999)
- Eric Brecht – drums (1982–1984)
- Felix Griffin – drums (1985–1990)
- Rob Rampy – drums (1990–2014)
- Brandon Karns – drums (2014)

## ディスコグラフィ

### スタジオアルバム
- Dirty Rotten LP (1983)
- Dealing with It (1985)
- Crossover (1987)
- 4 of a Kind (1988)
- Thrash Zone (1989)
- Definition (1992)
- Full Speed Ahead (1995)

### その他
- Violent Pacification (1984, EP)
- Rat Music for Rat People, Vol. 2 (1984)
- Live (1994, live)
- The Dirty Rotten Power (2001, split with Raw Power)
- Greatest Hits (2001, compilation)
- Live at CBGB's 1984 (2005, live)
- But Wait...There's More! (2016, EP)